# 基什菲泽什
基什菲泽什，是匈牙利赫维什州所辖的一个村。总面积4.81平方公里，总人口134，人口密度27.9人/平方公里（2011年1月1日）。